# Dimitrij Ovtcharov
Dimitrij Ovtcharov, né le 2 septembre 1988 à Kiev en RSS d'Ukraine (Union soviétique), est un joueur de tennis de table allemand. Il est classé 6e mondial à l'ITTF au 29 octobre 2013, no 5 mondial en août 2015 et no 4 mondial en août 2017. En février 2018, il est 1er mondial et détrône Ma Long.

## Type de jeu
Le jeu d'Ovtcharov est fortement fondé sur son revers. Il l'utilise en retour de service, en attaque et même au service. Son service très particulier lui a valu d'être considéré comme une des cinquante inventions de l'année par le magazine Time en 2008.
Le joueur raconte que petit, il servait déjà revers. De ce fait, Ovtcharov se baisse fortement à la table pour servir revers. Il utilise également le service marteau.

## Palmarès

### Opens
En 2010, il remporte l'Open d'Inde ITTF.
En juin 2011, il s'impose à l'Open du Brésil sans concéder le moindre set, battant en finale le Portugais Marcos Freitas. Trois semaines plus tard, il signe un succès d'une toute autre envergure en remportant l'Open de Corée du Sud ITTF, écartant en finale le Coréen Lee Sang Su 4 sets à 1. Une performance d'autant plus remarquable qu'à l'entame des 1/8e de finale, il restait le seul européen en lice, face à 15 Asiatiques.
En 2012, il s'impose en finale contre Timo Boll lors de l'Open d'Allemagne ITTF alors qu'il était mené 2 sets à 0 et crée la surprise. L'année d'après en 2013, toujours à l'Open d'Allemagne, il s'impose à nouveau contre Timo Boll en demi-finale puis s'incline en finale face au Chinois Fan Zhendong.
En 2014, il reprend son titre de l'Open d'Allemagne en remportant la finale face au Japonais Jun Mizutani. Dimitrij Ovtcharov perd en finale à la Grande Finale du Pro Tour ITTF face à Jun Mizutani.
En 2015, il perd en finale, à l'Open du Qatar face à Vladimir Samsonov et à l'Open d'Autriche face à Jun Mizutani.
En 2016, à l'Open de Pologne, il perd encore en finale face à Jun Mizutani.
En 2017, il s'impose en finale face au Portugais Marcos Freitas lors de l'Open de Suisse. Il gagne aussi l'Open d'Inde, en remportant la finale contre le Japonais Tomokazu Harimoto, alors âgé de 13 ans. Il remporte l'Open de Chine en s'imposant face à son compatriote Timo Boll, devenant ainsi le troisième non-Chinois à gagner ce titre, du fait du désistement de Ma Long, Fan Zhendong et Xu Xin, les trois premiers mondiaux. Il remporte son quatrième open de la saison lors de l'Open de Bulgarie.

### WTT
- Vainqueur du WTT Contender Doha 2021 - simple messieurs.
- Vainqueur du WTT Contender à Muscat (Oman) 2023 - double messieurs avec Patrick Franziska[5].

### Championnats du monde
Il est vice-champion par équipes en 2010 et en 2012, et atteint les huitièmes de finale en simple lors des championnats du monde de tennis de table 2013 et 2017.
En mai 2023, il obtient la médaille de bronze en double messieurs, associé à Patrick Franziska aux championnats du monde de tennis de table, se déroulant à Durban, en Afrique du Sud du 20 au 28 mai.

### Championnats d'Europe
Il est sacré champion d'Europe par équipes en 2007, 2008 ainsi qu'en 2009 à Stuttgart lors du Championnat d'Europe de tennis de table 2009, et de nouveau en 2010 et 2011 au Championnat d'Europe par équipes.
En 2007, il atteint la troisième place en simple messieurs, et décroche le titre individuel et par équipes lors des championnats d'Europe 2013 en Autriche.
Il remporte le titre de champion d'Europe en simple en 2013 en l'absence de son compatriote Timo Boll, ainsi qu'en 2015 à Iekaterinbourg.
En 2021 il atteint la finale du championnat d'Europe où il ne s'incline que face à Timo Boll.

### Coupe du monde
Le 27 octobre 2013, il s'incline contre Xu Xin 4-3 en demi-finale de la coupe du monde et bat Timo Boll  pour la 3e place le même jour.
En 2014, il atteint les quarts de finale de la Coupe du Monde où il échoue face à Timo Boll.
Enfin, en 2017, il gagne sa première coupe du monde face à son rival et compatriote Timo Boll à Liège, en Belgique.

### Jeux olympiques
- Aux Jeux olympiques d'été de 2008 à Pékin, Ovtcharov a remporté la médaille d'argent dans le cadre de l'équipe allemande des hommes, en collaboration avec Timo Boll et Christian Süß.

- Aux Jeux Olympiques de Londres en 2012, il remporte la médaille de bronze en simple en s'imposant face à Chuan Chih-Yuan. Il avait éliminé Michael Maze en quart de finale ainsi que Chen Weixing en huitième de finale mais il s'inclina face à Zhang Jike en demi-finale, futur champion olympique. Il est le seul allemand, avec son entraîneur Jörg Roßkopf, à avoir obtenu une médaille lors des jeux olympiques en simple messieurs.

- Il remporte également la médaille de bronze par équipes aux côtés de Timo Boll et Bastian Steger devenant ainsi le pongiste européen le plus médaillé de tous les temps aux jeux olympiques d'été.

- Médaille de bronze par équipes aux Jeux olympiques de Rio en 2016
- Médaille de bronze en simple aux Jeux olympiques de Tokyo en 2021
- Médaille d'argent par équipes aux Jeux Olympiques de Tokyo en 2021 avec Timo Boll et Patrick Franziska

### Top 12 européen, devenuTop 16 européen
En février 2012 il remporte à Villeurbanne, et pour la première fois, le Top 12 européen de tennis de table en battant en finale le russe Kirill Skachkov 4 sets à zéro. Il succède ainsi au palmarès au grec Kalinikos Kreanga.
Il remporte le Top 16 européen en 2015, 2016, 2017 et 2019.

### Jeux européens
2023
- Vainqueur en simple aux Jeux européens de 2015
- Vainqueur par équipes des Jeux européens de 2023, avec Timo Boll, Dang Qiu et Patrick Franziska[7],[8].

### En Allemagne
Il est le gagnant du top 12 Allemand en 2007, champion d'Allemagne en double en 2008 et 2010 et vice-champion d'Allemagne en simple messieurs les années 2007 et 2011.

## Accusation de dopage
Lors d'un contrôle antidopage effectué à son domicile le 23 août 2010, le pongiste allemand Dimitrij Ovtcharov a été contrôlé positif au clenbuterol. Avant de déclarer forfait en demi-finale puis en finale de l'Open de Chine, l'athlète avait pris part au titre de champion d'Europe par équipes conquis par l'Allemagne en République tchèque. Ovtcharov a immédiatement été suspendu par sa fédération en attendant les explications du quadruple champion d'Europe par équipes. Dans un communiqué, le joueur s'est dit « choqué » par cette information : « Je jure que je n'ai jamais pris dans ma carrière une substance prohibée », a-t-il indiqué. Il a rappelé qu'il avait participé du 16 au 22 août à l'Open de Chine et avance qu'il aurait pu être victime d'une contamination alimentaire en mangeant de la viande. Il a depuis été blanchi par la fédération allemande et l'ITTF,.

## Parcours en club
- Royal Villette Charleroi
- TTC Fakel of Gazprom Orenbourg

## Vie privée
Dimitrij Ovtcharov est marié depuis 2013 avec la pongiste suédoise Jenny Mellström. Leur fille, Emma, est née en 2016.